# Третий выпуск стандартных марок СССР

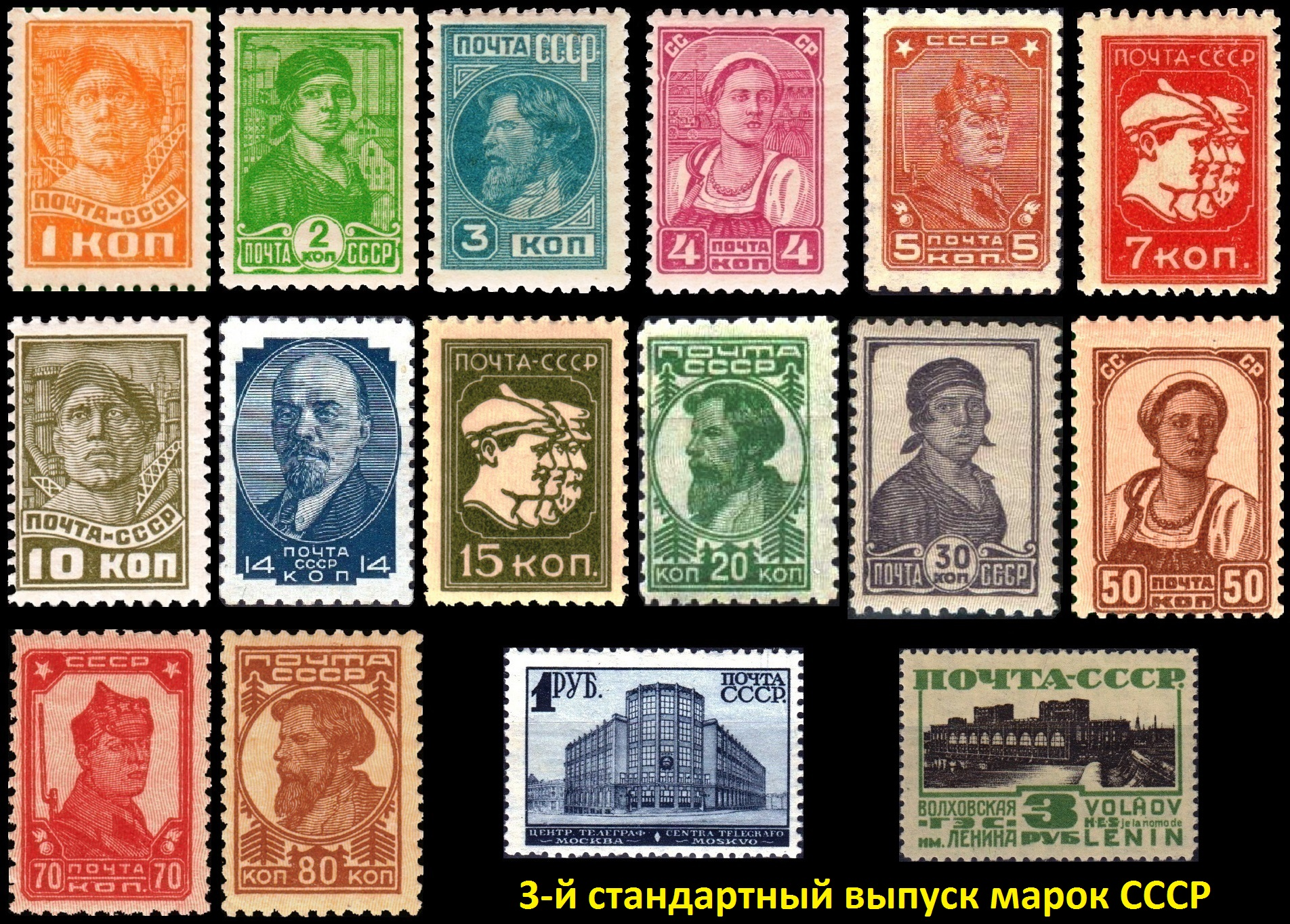
Марки третьего стандартного выпуска СССР

Почто́вые ма́рки тре́тьей станда́ртной се́рии СССР (1929—1941)  (ЦФА [АО «Марка»] № 314—346) начали поступать в обращение с августа 1929 года. Первая эмиссия продолжалась до сентября 1932 года. Марки печатались типографским способом и способом глубокой печати на бумаге с водяными знаками и без них, с гребенчатой (16 номиналов) и линейной (пять номиналов) зубцовкой. Марки третьего выпуска переиздавались и дополнялись вплоть до января 1941 года.
Третий стандартный выпуск поступал в обращение с августа 1929 по январь 1941 года. Представлен почтовыми марками 16 номиналов с изображениями рабочего (художник Александр Волков); работницы на фоне индустриального пейзажа и без фона, крестьянки на фоне сельскохозяйственного пейзажа и без него, красноармейца (художник Дмитрий Голядкин); крестьянина (художница Ольга Амосова) и барельефа: рабочий, красноармеец и крестьянин. На марке номиналом 14 копеек был помещён портрет В. И. Ленина (художник А. Эберлинг по фотографии П. Оцупа). На марке номиналом 1 рубль художник В. Корзун изобразил здание Центрального телеграфа в Москве, на марке номиналом в 3 рубля изображена Волховская ГЭС имени Ленина (художник В. Куприянов). На миниатюрах дорогих (рублёвых) номиналов текст дан на русском языке и эсперанто.
С июня 1931 по сентябрь 1932 года были переизданы марки девяти номиналов. Они были отпечатаны типографским способом и способом глубокой печати на бумаге с водяными знаками, без зубцов. Марки номиналами в 0,04; 0,10; 0,15; 0,30 и 1,00 рубль в почтовое обращение официально не поступали, однако продавались в филателистических магазинах как в чистом, так и в гашёном виде.
Третья и последняя эмиссия третьего стандартного выпуска стартовала в июне 1937 и продолжалась до января 1941 года. Были переизданы марки семи номиналов. Они печатались типографским способом на бумаге без водяных знаков, с зубцовкой.
В августе 1939 года был осуществлён вспомогательный выпуск. На марках третьей стандартной серии номиналом в 4 копейки (с водяным знаком «ковёр»  (ЦФА [АО «Марка»] № 317) и без него  (ЦФА [АО «Марка»] № 342)) была сделана чёрная типографская надпечатка нового номинала «30 коп.».
Порядок следования элементов в таблице соответствует номеру по каталогу марок СССР (ЦФА), в скобках приведены номера по каталогу «Михель».
| № по каталогу                                      | Изображение | Описание и источники                            | Номинал, руб.           | Дата выпуска              | Тираж     | Художник                                 |
| -------------------------------------------------- | ----------- | ----------------------------------------------- | ----------------------- | ------------------------- | --------- | ---------------------------------------- |
| (ЦФА [АО «Марка»] № 314) (Mi #365 A)               |             | Рабочий                                         | 0,01                    | декабрь 1929 года         | массовый  | Александр Волков                         |
| (ЦФА [АО «Марка»] № 314А) (Mi #365 C)              |             | Рабочий                                         | 0,01                    | сентябрь 1931 года        | массовый  | Александр Волков                         |
| (ЦФА [АО «Марка»] № 315) (Mi #366 A)               |             | Работница                                       | 0,02                    | октябрь 1929 года         | массовый  | Дмитрий Голядкин                         |
| (ЦФА [АО «Марка»] № 316) (Mi #367 A)               |             | Крестьянин                                      | 0,03                    | октябрь 1929 года         | массовый  | Ольга Амосова                            |
| (ЦФА [АО «Марка»] № 317) (Mi #368 A)               |             | Колхозница                                      | 0,04                    | октябрь 1929 года         | массовый  | Дмитрий Голядкин                         |
| (ЦФА [АО «Марка»] № 318) (Mi #369 A)               |             | Красноармеец                                    | 0,05                    | октябрь 1929 года         | массовый  | Дмитрий Голядкин                         |
| (ЦФА [АО «Марка»] № 318А) (Mi #369 C)              |             | Красноармеец                                    | 0,05                    | сентябрь 1931 года        | массовый  | Дмитрий Голядкин                         |
| (ЦФА [АО «Марка»] № 319) (Mi #370 A)               |             | Барельефы рабочего, красноармейца и крестьянина | 0,07                    | ноябрь 1929 года          | массовый  | В. К. Куприянов                          |
| (ЦФА [АО «Марка»] № 320) (Mi #371 A)               |             | Рабочий                                         | 0,10                    | октябрь 1929 года         | массовый  | Александр Волков                         |
| (ЦФА [АО «Марка»] № 320А) (Mi #371 C)              |             | Рабочий                                         | 0,10                    | сентябрь 1931 года        | массовый  | Александр Волков                         |
| (ЦФА [АО «Марка»] № 321) (Mi #378 A)               |             | Портрет В. И. Ленина                            | 0,14                    | август 1929 года          | массовый  | фото Петра Оцупа гравёр Альфред Эберлинг |
| (ЦФА [АО «Марка»] № 321А) (Mi #378 B)              |             | Портрет В. И. Ленина                            | 0,14                    | сентябрь 1931 года        | массовый  | фото Петра Оцупа гравёр Альфред Эберлинг |
| (ЦФА [АО «Марка»] № 322) (Mi #372 A)               |             | Барельефы рабочего, красноармейца и крестьянина | 0,15                    | октябрь 1930 года         | массовый  | В. К. Куприянов                          |
| (ЦФА [АО «Марка»] № 323) (Mi #373 A)               |             | Крестьянин                                      | 0,20                    | декабрь 1929 года         | массовый  | В. Корзун                                |
| (ЦФА [АО «Марка»] № 323А) (Mi #373 C)              |             | Крестьянин                                      | 0,20                    | сентябрь 1931 года        | массовый  | В. Корзун                                |
| (ЦФА [АО «Марка»] № 324) (Mi #374 A)               |             | Работница                                       | 0,30                    | октябрь 1930 года         | массовый  | Дмитрий Голядкин                         |
| (ЦФА [АО «Марка»] № 325) (Mi #375 A)               |             | Колхозница                                      | 0,50                    | октябрь 1929 года         | массовый  | Дмитрий Голядкин                         |
| (ЦФА [АО «Марка»] № 326) (Mi #376 A)               |             | Красноармеец                                    | 0,70                    | сентябрь 1930 года        | массовый  | Дмитрий Голядкин                         |
| (ЦФА [АО «Марка»] № 327) (Mi #377 A)               |             | Крестьянин                                      | 0,80                    | сентябрь 1931 года        | массовый  | Ольга Амосова В. Корзун                  |
| (ЦФА [АО «Марка»] № 328-1) № 328-2 (Mi #392)       |             | Телеграф                                        | 1,00                    | сентябрь 1930 года        | массовый  | В. Корзун                                |
| (ЦФА [АО «Марка»] № 329) (Mi #393)                 |             | Волховская ГЭС                                  | 3,00                    | октябрь 1930 года         | массовый  | В. К. Куприянов                          |
| (ЦФА [АО «Марка»] № 330) (Mi #392 D)               |             | Телеграф                                        | 1,00                    | май 1932 года             | массовый  | В. Корзун                                |
| (ЦФА [АО «Марка»] № 331) (Mi #365 B)               |             | Рабочий                                         | 0,01                    | сентябрь 1931 года        | массовый  | Александр Волков                         |
| (ЦФА [АО «Марка»] № 332) (Mi #366 B)               |             | Работница                                       | 0,02                    | сентябрь 1931 года        | массовый  | Дмитрий Голядкин                         |
| (ЦФА [АО «Марка»] № 333) (Mi #367 B)               |             | Крестьянин                                      | 0,03                    | июнь 1931 года            | массовый  | Ольга Амосова                            |
| (ЦФА [АО «Марка»] № 334) (Mi #368 B)               |             | Колхозница                                      | 0,04                    | август 1932 года          | массовый  | Дмитрий Голядкин                         |
| (ЦФА [АО «Марка»] № 335) (Mi #369 B)               |             | Красноармеец                                    | 0,05                    | июнь 1931 года            | массовый  | Дмитрий Голядкин                         |
| (ЦФА [АО «Марка»] № 336) (Mi #371 B)               |             | Рабочий                                         | 0,10                    | август 1932 года          | массовый  | Александр Волков                         |
| (ЦФА [АО «Марка»] № 337) (Mi #372 A)               |             | Барельефы рабочего, красноармейца и крестьянина | 0,15                    | сентябрь 1932 года        | массовый  | В. К. Куприянов                          |
| (ЦФА [АО «Марка»] № 338) (Mi #374 A)               |             | Работница                                       | 0,30                    | август 1932 года          | массовый  | Дмитрий Голядкин                         |
| (ЦФА [АО «Марка»] № 339) (Mi #392 B)               |             | Телеграф                                        | 1,00                    | сентябрь 1932 года        | массовый  | В. Корзун                                |
| (ЦФА [АО «Марка»] № 340) (Mi #672IA)               |             | Рабочий                                         | 0,01                    | 1940 год                  | массовый  | Александр Волков                         |
| (ЦФА [АО «Марка»] № 341) (Mi #673IA)               |             | Работница                                       | 0,02                    | май 1938 года             | массовый  | Дмитрий Голядкин                         |
| (ЦФА [АО «Марка»] № 342) (Mi #674IA)               |             | Колхозница                                      | 0,04                    | май 1938 года             | массовый  | Дмитрий Голядкин                         |
| (ЦФА [АО «Марка»] № 342А) (Mi #3 )                 |             | Колхозница                                      | 0,04                    | 1937 года                 | массовый  | Дмитрий Голядкин                         |
| (ЦФА [АО «Марка»] № 343) (Mi #675IA)               |             | Красноармеец                                    | 0,05                    | май 1937 года             | массовый  | Дмитрий Голядкин                         |
| (ЦФА [АО «Марка»] № 344) (Mi #A676IA)              |             | Рабочий                                         | 0,10                    | май 1937 года             | массовый  | Александр Волков                         |
| (ЦФА [АО «Марка»] № 344А) (Mi #3 )                 |             | Рабочий                                         | 0,10                    | 1937 года                 | массовый  | Александр Волков                         |
| (ЦФА [АО «Марка»] № 345) (Mi #680IA)               |             | Крестьянин                                      | 0,20                    | май 1937 года             | массовый  | В. Корзун                                |
| (ЦФА [АО «Марка»] № 345А) (Mi #3 )                 |             | Крестьянин                                      | 0,20                    | 1937 года                 | массовый  | В. Корзун                                |
| (ЦФА [АО «Марка»] № 346) (Mi #683IAa) (Mi #683IAb) |             | Колхозница                                      | 0,50                    | 1940 год январь 1941 года | массовый  | Дмитрий Голядкин                         |
| (ЦФА [АО «Марка»] № 691) (Mi #698)                 |             | Колхозница                                      | 0,04 надпечатка 30 коп. | август 1939 года          | 1 000 000 | Дмитрий Голядкин                         |
| (ЦФА [АО «Марка»] № 692) (Mi #698Z)                |             | Колхозница                                      | 0,04 надпечатка 30 коп. | август 1939 года          | 1 000 000 | Дмитрий Голядкин                         |

## Фальсификации
Для ранних выпусков почтовых марок СССР зубцовка не регламентировалась, и марки в пределах одного выпуска перфорировались по разной технологии. Тиражи почтовых марок с разными разновидностями зубцовки очень часто значительно отличались, что обусловило бо́льшую редкость одного из видов зубцовки и в результате более высокую рыночную стоимость подобной разновидности. Этим обстоятельством умело пользовались фальсификаторы, которые добивали редкую разновидность зубцовки на обычной марке. В ряде случаев такие марки легко отличить от подлинных, ибо у них меньшее расстояние между противоположными (параллельными) рядами зубцов (достаточно наложить такую марку на подлинную с обычной зубцовкой и её размеры окажутся меньше оригинальной). Также на подделках могут оставаться следы прежней зубцовки. В случае, когда однотипные марки официально выпускались с разновидностями по зубцовке и в беззубцовом варианте фальсификат можно отличить по структуре и форме отверстий проколов при большом увеличении. Тем не менее в большинстве случаев требуется квалифицированная экспертиза. Распространены подделки почтовых марок с редкими разновидностями зубцовки, которые изготавливают из беззубцовых литографских или типографских марок того же дизайна и номинала. При этом экспертиза такого рода подделок крайне затруднена. Кроме того, встречаются фальсификации иного рода, когда из перфорированного выпуска изготавливается редкая (дорогая) разновидность беззубцовой марки. Распознать такого рода фальсификацию относительно не сложно, ибо официально выпущенные беззубцовыми марки обладают широкими полями. Некоторые марки третьего стандартного выпуска  (ЦФА [АО «Марка»] № 314А),  (ЦФА [АО «Марка»] № 318А),  (ЦФА [АО «Марка»] № 320А),  (ЦФА [АО «Марка»] № 321А),  (ЦФА [АО «Марка»] № 323А) и  (ЦФА [АО «Марка»] № 330) поступили в обращение не только с комбинированной гребенчатой зубцовкой 12:12½, но и с линейной зубцовкой 10½. При этом большинство марок с зубцовкой 10½, имеющих хождение на филателистическом рынке, являются фальсификатами, изготовленными из беззубцовых марок выпуска 1931—32 годов.

## Комментарии
1. ↑  Ниже приведён перечень стандартных марок (с возможностью сортировки по номиналу, тиражу и дате введения в обращение).
2. ↑  Рабочий, жёлто-оранжевая. Печать типографская на бумаге с водяным знаком «ковёр», перфорирована: комбинированная гребенчатая зубцовка 12:12½ (на каждые 2 сантиметра края марки приходится 12:12½ зубцов), 100 (10×10) экземпляров на марочных листах[5][7][8].
3. ↑  Рабочий, жёлто-оранжевая. Печать типографская на бумаге с водяным знаком «ковёр», перфорирована: линейная зубцовка 10½ (на каждые 2 сантиметра края марки приходится 10½ зубцов), 100 (10×10) экземпляров на марочных листах[5][7][8].
4. ↑  Работница, ярко-зелёная. Печать типографская на бумаге с водяным знаком «ковёр», перфорирована: комбинированная гребенчатая зубцовка 12:12½ (на каждые 2 сантиметра края марки приходится 12:12½ зубцов), 100 (10×10) экземпляров на марочных листах[5][7][8].
5. ↑  Крестьянин, голубая. Печать типографская на бумаге с водяным знаком «ковёр», перфорирована: комбинированная гребенчатая зубцовка 12:12½ (на каждые 2 сантиметра края марки приходится 12:12½ зубцов), 100 (10×10) экземпляров на марочных листах[5][7][8].
6. ↑  Колхозница, лиловая. Печать типографская на бумаге с водяным знаком «ковёр», перфорирована: комбинированная гребенчатая зубцовка 12:12½ (на каждые 2 сантиметра края марки приходится 12:12½ зубцов), 100 (10×10) экземпляров на марочных листах[5][7][8].
7. ↑  Красноармеец, красно-коричневая. Печать типографская на бумаге с водяным знаком «ковёр», перфорирована: комбинированная гребенчатая зубцовка 12:12½ (на каждые 2 сантиметра края марки приходится 12:12½ зубцов), 100 (10×10) экземпляров на марочных листах[5][7][8].
8. ↑  Красноармеец, красно-коричневая. Печать типографская на бумаге с водяным знаком «ковёр», перфорирована: линейная зубцовка 10½ (на каждые 2 сантиметра края марки приходится 10½ зубцов), 100 (10×10) экземпляров на марочных листах[5][7][8].
9. ↑  Барельефы рабочего, красноармейца и крестьянина, красная. Печать типографская на бумаге с водяным знаком «ковёр», перфорирована: комбинированная гребенчатая зубцовка 12:12½ (на каждые 2 сантиметра края марки приходится 12:12½ зубцов), 100 (10×10) экземпляров на марочных листах[5][7][8].
10. ↑  Рабочий, оливковая. Печать типографская на бумаге с водяным знаком «ковёр», перфорирована: комбинированная гребенчатая зубцовка 12:12½ (на каждые 2 сантиметра края марки приходится 12:12½ зубцов), 100 (10×10) экземпляров на марочных листах[5][7][8].
11. ↑  Рабочий, оливковая. Печать типографская на бумаге с водяным знаком «ковёр», перфорирована: линейная зубцовка 10½ (на каждые 2 сантиметра края марки приходится 10½ зубцов), 100 (10×10) экземпляров на марочных листах[5][7][8].
12. ↑  Портрет В. И. Ленина, тёмно-синяя. Печать типографская на мелованной бумаге без водяного знака, перфорирована: комбинированная гребенчатая зубцовка 12:12½ (на каждые 2 сантиметра края марки приходится 12:12½ зубцов), 100 (10×10) экземпляров на марочных листах[5][7][10].
13. ↑  Портрет В. И. Ленина, тёмно-синяя. Печать типографская на мелованной бумаге без водяного знака, перфорирована: линейная зубцовка 10½ (на каждые 2 сантиметра края марки приходится 10½ зубцов), 100 (10×10) экземпляров на марочных листах[5][7][10].
14. ↑  Барельефы рабочего, красноармейца и крестьянина, тёмно-оливковая. Печать типографская на бумаге с водяным знаком «ковёр», перфорирована: комбинированная гребенчатая зубцовка 12:12½ (на каждые 2 сантиметра края марки приходится 12:12½ зубцов), 100 (10×10) экземпляров на марочных листах[5][7][8].
15. ↑  Крестьянин, зелёная. Печать типографская на бумаге с водяным знаком «ковёр», перфорирована: комбинированная гребенчатая зубцовка 12:12½ (на каждые 2 сантиметра края марки приходится 12:12½ зубцов), 100 (10×10) экземпляров на марочных листах[5][7][8].
16. ↑  Крестьянин, зелёная. Печать типографская на бумаге с водяным знаком «ковёр», перфорирована: линейная зубцовка 10½ (на каждые 2 сантиметра края марки приходится 10½ зубцов), 100 (10×10) экземпляров на марочных листах[5][7][8].
17. ↑  Работница, фиолетовая. Печать типографская на бумаге с водяным знаком «ковёр», перфорирована: комбинированная гребенчатая зубцовка 12:12½ (на каждые 2 сантиметра края марки приходится 12:12½ зубцов), 100 (10×10) экземпляров на марочных листах[5][7][8].
18. ↑  Колхозница, коричневая. Печать типографская на бумаге с водяным знаком «ковёр», перфорирована: комбинированная гребенчатая зубцовка 12:12½ (на каждые 2 сантиметра края марки приходится 12:12½ зубцов), 100 (10×10) экземпляров на марочных листах[5][7][8].
19. ↑  Красноармеец, карминовая. Печать типографская на бумаге с водяным знаком «ковёр», перфорирована: комбинированная гребенчатая зубцовка 12:12½ (на каждые 2 сантиметра края марки приходится 12:12½ зубцов), 100 (10×10) экземпляров на марочных листах[5][7][8].
20. ↑  Крестьянин, красно-коричневая. Печать типографская на бумаге с водяным знаком «ковер», перфорирована: гребенчатая зубцовка 12:12½ (на каждые 2 сантиметра края марки приходится 12:12½ зубцов), 100 (10×10) экземпляров на марочных листах[5][7][10].
21. ↑  Центральный телеграф (Москва), тёмно-синяя. Печать глубокая на бумаге с водяным знаком «ковер», перфорирована: линейная зубцовка 10 или 12½ (на каждые 2 сантиметра края марки приходится 10 или 12½ зубцов), 100 (10×10) экземпляров на марочных листах[5][7][11].
22. ↑  Волховская ГЭС. Чёрно-коричневая, зелёная. Печать глубокая на бумаге с водяным знаком «ковер», перфорирована: линейная зубцовка 12½ (на каждые 2 сантиметра края марки приходится 12½ зубцов), 100 (10×10) экземпляров на марочных листах[5][7][11].
23. ↑  Центральный телеграф (Москва), тёмно-синяя. Печать глубокая на бумаге с водяным знаком «теневые квадраты», перфорирована: линейная зубцовка 10½ (на каждые 2 сантиметра края марки приходится 10½ зубцов), 100 (10×10) экземпляров на марочных листах[5][7][11].
24. ↑  Рабочий, жёлто-оранжевая. Печать типографская на бумаге с водяным знаком «ковёр», без зубцов, 100 (10×10) экземпляров на марочных листах[5][7][8].
25. ↑  Работница, ярко-зелёная. Печать типографская на бумаге с водяным знаком «ковёр», без зубцов, 100 (10×10) экземпляров на марочных листах[5][7][8].
26. ↑  Крестьянин, голубая. Печать типографская на бумаге с водяным знаком «ковёр», без зубцов, 100 (10×10) экземпляров на марочных листах[5][7][8].
27. ↑  Колхозница, лиловая. Печать типографская на бумаге с водяным знаком «ковёр», без зубцов, 100 (10×10) экземпляров на марочных листах[5][12][13]. Официально в обращение не поступали[12].
28. ↑  Красноармеец, кирпично-красная. Печать типографская на бумаге с водяным знаком «ковёр», без зубцов, 100 (10×10) экземпляров на марочных листах[5][7][8].
29. ↑  Рабочий, оливковая. Печать типографская на бумаге с водяным знаком «ковёр», без зубцов, 100 (10×10) экземпляров на марочных листах[5][12][13]. Официально в обращение не поступали[12].
30. ↑  Барельефы рабочего, красноармейца и крестьянина, тёмно-оливковая. Печать типографская на бумаге с водяным знаком «ковёр», без зубцов, 100 (10×10) экземпляров на марочных листах[5][12][13]. Официально в обращение не поступали[12].
31. ↑  Работница, фиолетовая. Печать типографская на бумаге с водяным знаком «ковёр», без зубцов, 100 (10×10) экземпляров на марочных листах[5][12][13]. Официально в обращение не поступали[12].
32. ↑  Центральный телеграф (Москва), тёмно-синяя. Печать глубокая на бумаге с водяным знаком «теневые квадраты», без зубцов, 100 (10×10) экземпляров на марочных листах[5][7][11]. Официально в обращение не поступали[12].
33. ↑  Рабочий, жёлто-оранжевая. Печать типографская на бумаге без водяного знака, перфорирована: комбинированная рамочная зубцовка 12:12½ (на каждые 2 сантиметра края марки приходится 12:12½ зубцов), 100 (10×10) экземпляров на марочных листах[5][12][14].
34. ↑  Работница, ярко-зелёная. Печать типографская на бумаге без водяного знака, перфорирована: комбинированная рамочная зубцовка 12:12½ (на каждые 2 сантиметра края марки приходится 12:12½ зубцов), 100 (10×10) экземпляров на марочных листах[5][12][14].
35. ↑  Колхозница, лиловая. Печать типографская на бумаге без водяного знака, перфорирована: комбинированная рамочная зубцовка 12:12½ (на каждые 2 сантиметра края марки приходится 12:12½ зубцов), 100 (10×10) экземпляров на марочных листах[5][12][14].
36. ↑  Колхозница, лиловая. Печать типографская на бумаге без водяного знака, без зубцов, 100 (10×10) экземпляров на марочных листах[5][12][14].
37. ↑  Красноармеец, красно-коричневая. Печать типографская на бумаге без водяного знака, перфорирована: комбинированная рамочная зубцовка 12:12½ (на каждые 2 сантиметра края марки приходится 12:12½ зубцов). В марочных листах по 100 (10×10) марок[5][12][14].
38. ↑  Рабочий, оливковая. Печать типографская на бумаге без водяного знака, перфорирована: комбинированная рамочная зубцовка 12:12½ (на каждые 2 сантиметра края марки приходится 12:12½ зубцов). В марочных листах по 100 (10×10) марок[5][12][14].
39. ↑  Рабочий, оливковая. Печать типографская на бумаге без водяного знака, без зубцов, 100 (10×10) экземпляров на марочных листах[5][12][14].
40. ↑  Крестьянин, зелёная. Печать типографская на бумаге без водяного знака, перфорирована: комбинированная рамочная зубцовка 12:12½ (на каждые 2 сантиметра края марки приходится 12:12½ зубцов). В марочных листах по 100 (10×10) марок[5][12][14].
41. ↑  Крестьянин, зелёная. Печать типографская на бумаге без водяного знака, без зубцов, 100 (10×10) экземпляров на марочных листах[5][12][14].
42. ↑  Колхозница, коричневая. Печать типографская на бумаге без водяного знака, перфорирована: комбинированная рамочная зубцовка 12:12½ (на каждые 2 сантиметра края марки приходится 12:12½ зубцов), 100 (10×10) экземпляров на марочных листах[5][12]. По данным каталога Михель различают  (Mi #683IAa) — коричневая с датой эмиссии 1940 год и  (Mi #683IAb) — серо-коричневая с датой эмиссии январь 1941 года[14].
43. ↑  Колхозница, лиловая. Типографская чёрная надпечатка длиной 11—12 мм нового номинала «30 коп» на марках  (ЦФА [АО «Марка»] № 317)  (Mi #368A). Печать типографская на бумаге с водяным знаком «ковёр», перфорирована: комбинированная гребенчатая зубцовка 12:12½ (на каждые 2 сантиметра края марки приходится 12:12½ зубцов). В марочных листах по 100 (10×10) марок[5][16][17].
44. ↑  Колхозница, лиловая. Типографская чёрная надпечатка длиной 11—12 мм нового номинала «30 коп» на марках  (ЦФА [АО «Марка»] № 342)  (Mi #674IA). Печать типографская на бумаге без водяного знака, перфорирована: комбинированная рамочная зубцовка 12:12½ (на каждые 2 сантиметра края марки приходится 12:12½ зубцов). В марочных листах по 100 (10×10) марок[5][16][17].